# المغنين الوسيمين
المغنيون الوسيمين (باليابانية : 〜メン☆ドル 〜イケメンアイドル يقرأ باليابانية : مين ☆ دولو - إيكيمين أيدول) هو عبارة عن سلسلة دراما يابانية خريفية مكونة من 12 حلقة تم بثها علي تلفزيون طوكيو لأول مرة في عام 2008.

## القصة
تدور القصة حول (أساهي ونامي وهيناتا) وهن ثلاث فتيات يحاولن بشتي الطرق أن يصبحوا مغنيات مشهورات لكن، لسبب أو لآخر، يفشلون في النجاح في جلسات الاستماع. في يوم من الأيام، تري كاواتشي نامي أحد المجرمين ينفذ أحد جرائمه فبذلك تجد الفتيات أنفسهن شهود عيان على أحدي جرائم القتل، وتطاردهم عصابة المجرمين الذين يريدون إسكاتهن إلى الأبد، وفتجبرن على الهرب. لحماية هويتهتن، يتنكرن كفتيان ويتم تعيينهم على الفور كفرقة بوب يابانية جديدة من قبل المرأة التي ساعدتهن علي الفرار من المجرمين الذين يريدون ان يقتلهن وتطلب منهم أن يكونوا مغنين لصالح شركتها لكن كفرقة للفتيان ويحصلون على نجاح كبير بشكل غير متوقع فهن يرتدون ملابس كأولاد ويجدن أنفسهن مرتاحين تمامًا.
الشخص الوحيد الذي يعرف الحقيقة هي مديرتهم مارلين ورئيسة الشركة المثليات الجنس الساديات قليلاً فهما لا تترددا في فرض عقوبة الضرب على المراهقات الثلاثة عندما يستحقون ذلك. علاوة على ذلك، يقع أحد الصبيان في حب أحدي الفتيات الثلاثة، ولهذا السبب سوف يعتقد أنه فتي شاذ فلا أحد يعرف انهن فتيات متنكرات.

## الشخصيات
- أساهي واكاماتسو 若松アサヒ

هي فتاة من مدرسة يمويكا الثانوية وتريد ان تصبح مغنية مشهورة في يوم من الأيام ولذلك تتنكر بزي فتي وتسمي نفسها ريكو リク لتصبح مغنية شهيرة لكن في زي فتي
- نامي كاواتشي 河内ナミ

هي فتاة في مراهقة تعمل أحد المتاجر وتعمل بشكل أفضل من الصبيان أنفسهم وتحلم بأن تصبح مغنية مشهورة في يوم من الأيام تري أحد المجرمين ينفذ جريمة قتل ولكي تنجو بحياتها هي وصديقاتها تتنكر لتحقيق حلمها تتنكر بزي فتي وتسمي نفسها كاي カイ لتصبح مغنية شهيرة لكن في زي فتي
- هيناتا أوتاوا 音羽ヒナタ

هي فتاة مراهقة من أكاديمية شيرو بار الثانوية وتحب الازياء وخاصتاً موضة اللوليتا وتحلم بأن تصبح مغنية مشهورة في يوم من الأيام ولذلك تتنكر بزي فتي وتسمي نفسها كوّ クウ لتصبح مغنية شهيرة لكن في زي فتي
- ري レイ

هي مغنية ذات شعبية كبيرة تنتمي لفرقة (Monkey Pro) لكنها فتاة انانية وتريد احتكار غرفة (نامي) لنفسها وتقع في حب كاي カイ ولا تعلم انها فتاة متنكرة في زي صبي
- مارلين マリリン

هي سكرتيرة رئيسة شركة «كاماهاشي جينوشا». وهي سيدة جميلة تساعد الفتيات ان تحققن حلمهن بأن تصبحن مغنيات مشهورات وتهربهن من المجرمين الذين يلاحقونهن ولكن مارلين هذه شخصية سادية مازوخية مثلية تحب أن ترتدي الملابس المثيرة
- جيرو هامورا 葉村次郎

هو مصور ويعد صديق طفولة اساهي. يحلم بأن ينال جائزة بوليتزر ويتزوج من اساهي.
- كيتشيوكي ميوشي 美吉克之

هو المدير الإداري لوكالة الترفيه «صني ميوزيك». هو رجل يحب الـهينتاي والكانيكي والتي تعني (الغرابة في استخدام المصطلحات الجنسية). هو واقع في حب ريكو دون معرفة انه فتاة تدعي أساهي واكاماتسو، وقال انه يدرك أن (أساهي) ريكو مثلي الجنس.
- كامونوهاشي سايكو 鴨嘴（かものはし）冴子

تعد كاونوهاشي سايكو رئيسة شركة «كامونوهاشي جينوشا» الشهيرة في مجال اكتشاف المغنين حيث قامت بأكتشاف مواهب أساهي والأخرين وقامت بالتوقيع معهم لينطلقوا تحت أسم المغنيون الوسيمين أو presona الذي يعني باللغة اليابانية السماء ترتدي قناع ولكن رغم ان كامونوهاشي سايكو أمراة ذات صدر كبير ألا انها احدي أعضاء فرقة "Animal Crush" وتقوم بجلد مارلين والفتيات الثلاثة كعقاب علي الاخطاء وبذلك تعرف بكونها سادية.

## بطولة
- هارونا كوجيما - واكاماتسو اساهي / ريكو
- مينامي تاكاهاشي - كاواتشي نامي / كاي
- مينامي مينجيشي - أوتوا هيناتا / كو
- هاناكو تاكيجاوا - ري
- جوي توي يان لينج - كومامورا ماتسوكو
- هاكوريو - كورودا شونوسوكي
- ريونا هيروتا سايكو
- ناوكي كاوانو - جيرو
- هيرو ميزوشيما - كاتسويوكي

## الحلقات
تتكون السلسلة من 12 حلقة.
| ترتيب الحلقات | عنوان الحلقة باللغة اليابانية                | عنوان الحلقة باللغة العربية     | تاريخ عرض الحلقة الأصلي |
| ------------- | -------------------------------------------- | ------------------------------- | ----------------------- |
| 1             | 男でデビュー !? の巻                         | لاول مرة أظهر كرجل؟             | 10 أكتوبر 2008          |
| 2             | 男だらけの五角関係 !? の巻                   | علاقة خماسية مليئة بالرجال !    | 17 أكتوبر 2008          |
| 3             | 究極の男の美! ヌード撮影!? の巻              | وسامة الرجال القصوي - قنص عاري  | 24 أكتوبر 2008          |
| 4             | ヤバイ! 夜這い !? の巻                       | خطر ! يتقدم ببطئ في الليل       | 31 أكتوبر 2008          |
| 5             | 売れるためにはゲイに喰われろ!? の巻          | يُلتهم بواسطة مثليين الجنس للبيع | 7 نوفمبر 2008           |
| 6             | 裸のアイドル! 消えた衣装!? の巻              |                                 | 14 نوفمبر 2008          |
| 7             | 男同士のあぶない一夜!? の巻                  |                                 | 21 نوفمبر 2008          |
| 8             | どん底のペルソナ 水着で大逆転!? の巻         |                                 | 28 نوفمبر 2008          |
| 9             | ナミダ、ナミダ、ペルソナ解散!? の巻          |                                 | 5 ديسمبر 2008           |
| 10            | ペルソナの決断 アイドルは世界を救う!? の巻   |                                 | 12 ديسمبر 2008          |
| 11            | 追いつめられたペルソナ 最後のステージ!? の巻 |                                 | 19 ديسمبر 2008          |
| 12            | ペルソナ死す 〜それでも夢を! の巻            | موت شخص لازال يحلم              | 26 ديسمبر 2008          |

## الروابط الخارجية
http://www.tv-tokyo.co.jp/